# Victor Roman
Victor Román (n. 12 martie 1937, Mărtiniș - d. 12 aprilie 1995, Paris) a fost un sculptor român de origine maghiară.
Studiile liceale le-a făcut la Școala de Arte Frumoase din Târgu-Mureș. După instaurarea regimului comunist, a trăit tot restul vieții la Paris. S-a făcut remarcat nu atât prin lucrări monumentale cât prin piese de dimensiuni oarecum reduse, unde talentul propriu și-a pus o amprentă stilistică inconfundabilă.

Patinatoarea

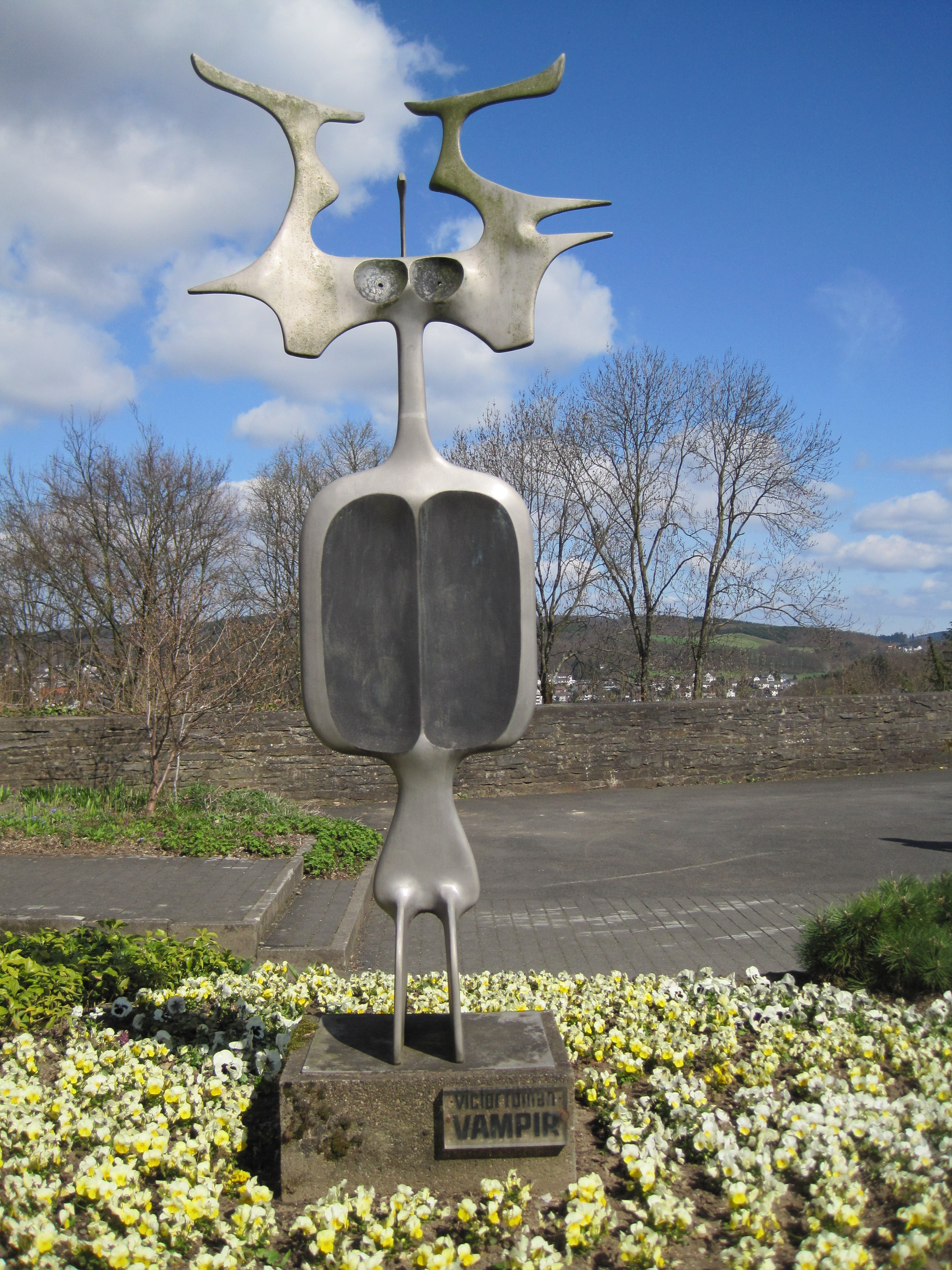
Vampir, expus la Siegen, Germania

## Opera (selecție)
- Patinatoarea - lucrare în bronz expusă în Parcul Floreasca, în care dinamismul interior imprimă formei o flexibilitate cu accente imponderabile.
- Vampir - expus la Siegen, Germania